# Josep Defís i Aleger
Josep Defís i Aleger (Figueres, 1866 – Manresa, 1934) va ser un advocat i polític manresà.

## Biografia
Doctor en Filosofia i Lletres, s'establí a Manresa per tal d'ocupar la càtedra de Filosofia i Lletres del primer institut manresà creat el 1893. Va ser un gran defensor de les llibertats humanes i un ferm catalanista d'idees republicanes. De jove milità a les files del partit Possibilista. Fou elegit regidor en tres legislatures i arribà a tenir una tinència d'alcaldia.
Tot just iniciat el segle xx, Josep Defís juntament amb Maurici Fius i Palà, Manuel I. Vallès i la Comissió Municipal d'Instrucció Pública formaren una comissió mixta que havia de posar en funcionament l'Escola d'Arts i Oficis de Manresa. El 1902, any de creació de l'Escola d'Arts, Josep Defís formava part de la Junta Directiva del seu Protectorat. Més endavant ingressà al Partit Nacionalista Republicà. Va pertànyer al grup d'amics del diari "El Dia", del qual també en fou fundador. Fou degà-president del Col·legi d'Advocats de Manresa en dues ocasions, des del 1917 al 1921 i, de gener a març del 1934, data de la seva mort.
Va ser un dels firmants del Manifest Republicà que llançà a l'opinió pública el Comitè Revolucionari presidit per Joan Selves i Carner el 14 d'abril de 1931. També fou un dels quatre vicepresidents de la Junta de Govern Republicana Provisional de Manresa, composta de 42 persones i liderada per Joan Selves, que es va constituir a Manresa la tarda d'aquell mateix dia.